# Thomas Frederick Waugh
Pour les articles homonymes, voir Waugh.
Dr Thomas Frederick Waugh (1871–1956) est un homme politique provincial canadien de la Saskatchewan. Il représente la circonscription d'Arm River à titre de député du Parti libéral de la Saskatchewan de 1928 à 1929.

## Biographie
Né à Warwick en Ontario, Waugh étudie à Walford suivit de l'école de médecine de Détroit où il gradue en 1898. S'installant à Park River dans le Dakota du Nord, il s'installe ensuite brièvement à Saskatoon en 1907 où il travaille comme médecin avant de retourner à Park River. En 1911, il s'installe à Imperial pour devenir docteur du village. Lorsque le village est incorporé en 1911, il devient le premier surveillant du nouveau village.
Élu lors de l'élection partielle visant à remplacer George Adam Scott en 1925, il ne parvient pas à se faire réélire en 1926.
Durant les années 1930, il se retrouve à Mankota (en) et continue de pratiquer la médecine. Retraité, il déménage à Vancouver et ensuite à New York. Il épouse Mary Wadge avec qui il a deux filles, Vera qui deviendra diététicienne à la Misacordia Hospital de New York et Helen qui deviendra infirmière.